# Ford Racing 3
Pour les articles homonymes, voir Ford Racing.
Ford Racing 3 est un jeu vidéo de course édité par Empire Interactive et 2 K Games. Il s’agit du troisième jeu de la série Ford Racing, et sont sortis en Europe en octobre 2004, pour Microsoft Windows, PlayStation 2 et Xbox. Aux États-Unis, le jeu est sorti sur les mêmes plateformes l’année suivante, suivi de sorties plus tard cette année-là pour la Game Boy Advance et la Nintendo DS. Visual Impact Productions a développé les versions GBA et DS, tandis que Razorworks a développé les autres versions. Le jeu a reçu des critiques mitigées, qui comprenaient des critiques de sa bande originale.

## Gameplay
Les versions console de salon et GBA comportent 55 véhicules Ford tandis que la version DS compte 26 véhicules Ford. La version console comprend les modes Ford Competition et Ford Challenge. Ford Competition, un mode solo, se compose de 14 tournois, chacun composé de courses utilisant uniquement certains types de véhicules. Ford Challenge se compose de divers événements de course dans lesquels certains défis doivent être complétés pour passer à l’événement suivant. Quatre défis existent pour chaque classe de véhicule, avec un niveau de difficulté facile, moyen et difficile pour chaque défi. De plus, le jeu propose le mode Ford Collection, dans lequel le joueur conçoit des défis personnalisés en sélectionnant une piste, des conditions et des véhicules.
La version DS comprend le mode Carrière, qui est divisé en 14 tournois de course, chacun avec une classe de véhicule différent et composé de divers types de courses, y compris des courses à élimination. Les tournois contiennent jusqu’à six courses chacun. Un certain nombre de points est attribué à chaque coureur en fonction de sa place à l’issue de chaque course. Le coureur avec le plus de points à la fin du tournoi est le vainqueur. Le jeu comprend également 22 défis différents, classés par classe de véhicule. Chaque véhicule a un seul défi. Le joueur commence le jeu avec trois véhicules et quelques pistes de course, tandis que d’autres véhicules et pistes doivent être débloqués en complétant des défis et des compétitions. La version DS comprend également un mode Ford Collection, composé de 10 types de courses différents, que le joueur peut gagner pour débloquer du contenu supplémentaire.
La version PC prend en charge le lecteur réseau à six joueurs via un réseau local ou Internet, tandis que la version Xbox prend en charge le multijoueur en ligne pour un maximum de six joueurs via le Xbox Live . La version GBA comprend une option multijoueur avec l’utilisation d’un câble Game Link . La version DS dispose également d’une option multijoueur, qui oblige chaque joueur à avoir une copie du jeu.

## Sortie
En Europe, Ford Racing 3 est sorti sur PC, PS2 et Xbox le 29 octobre 2004. Aux États-Unis, le jeu est sorti sur PS2 et Xbox le 22 mars 2005, suivi d’une sortie sur PC le 5 avril,. La version GBA est sortie aux États-Unis en novembre tandis que la version DS est sortie aux États-Unis le 7 décembre,,.

## Accueil
Sur Metacritic, les versions PlayStation 2 et Xbox ont reçu un score de 50 et 58 respectivement, chacun indiquant des « avis mitigés ou moyens », tandis que la version DS a reçu un score de 49, indiquant des « avis généralement défavorables » . 
Le magazine officiel américain PlayStation a écrit: "Si vous êtes un cinglé de Ford, vous avez ici une jolie petite salle d'exposition virtuelle, avec un jeu de course compétent pour démarrer" .  Tom Price de Official Xbox Magazine a fait l'éloge de la variété des véhicules, déclarant qu'il s'agit « probablement du plus gros tirage », mais a critiqué le son et les graphismes obsolètes.  Au Royaume-Uni, Official Xbox Magazine a critiqué la bande originale et a écrit que « ce n'est en aucun cas le pire jeu de conduite jamais créé », mais que « tout comme la marque Ford elle-même, il n'y a pas vraiment beaucoup de paillettes ou de glamour. À lui non plus » .
Douglass C. Perry d’IGN a passé en revue les versions PlayStation 2 et Xbox. Perry a critiqué les graphismes et la musique et a conclu : « Mes premières et dernières impressions sur ce jeu ? Blech. Ford Racing 3 n’est pas une parodie, mais ce n’est pas bon non plus. La meilleure chose que l’on puisse en dire, c’est qu’il est rempli de 55 Ford. Et si vous aimez les Ford, eh bien, ils sont là pour vous. Mais je ne peux pas dire que vous vous amuserez ou que vous trouverez une sorte de sensations fortes en les conduisant, en les regardant ou en prenant plaisir à les collectionner, ce qui est en quelque sorte l’essentiel derrière cet effort bon marché, médiocre et minimal ». Scott Alan Marriott de G4TV a fait l’éloge de la version Xbox pour ses graphismes et ses pistes de course panoramiques, ainsi que sa prise en charge de Xbox Live, mais il a critiqué les commandes, écrivant que ‘les voitures et les camions n’adhèrent pas du tout à la route, résultant dans un style de conduite lâche qui donne souvent l’impression de pousser un bateau sur l’eau au lieu de diriger des pneus radiaux sur l’asphalte ». 
Greg Mueller de GameSpot a examiné la version Xbox et a écrit : « Malgré la licence et certains modes de jeu intéressants, Ford Racing 3 se sent générique et beaucoup moins distinct que les véhicules réels que le jeu tente de capturer ». Mueller a en outre déclaré que le jeu « est un choix passable pour les fans de courses de style arcade en raison de sa physique de course indulgente et de sa variété de modes de jeu. Cependant, le jeu n’a pas beaucoup changé depuis le dernier volet de la série, et les fans de sim seront déçus par le gameplay simpliste et les faibles options de personnalisation des véhicules. De plus, il existe déjà une tonne de jeux de course de style arcade sur le marché qui font tout cela mieux. Le jeu a des moments amusants, mais c’est finalement une expérience de course oubliable ».
Mueller a ensuite revu la version DS et a écrit que « alors que les versions console de Ford Racing 3 ont une mécanique de course à moitié décente et un jeu en ligne, la version DS n’a aucune de ces choses, et elle a l’air moche aussi. Le résultat final est une enveloppe rigide et sans vie d’un jeu de course qui décevra même les plus indulgents des fanatiques de Ford “. IGN a examiné la version DS et a estimé qu’elle était meilleure que le jeu précédent de Visual Impact, Burnout Legends, tout en écrivant : ‘Ford Racing 3 est très médiocre, mais pas aussi mauvais que certains des pilotes qui ont frappé la Nintendo DS dans le passé quelques semaines avant’. 
David Chapman de GameSpy a critiqué les graphismes obsolètes de la version Xbox, les effets sonores génériques : « Le pire, cependant, doit être la petite sélection de musique rock ringard qui joue encore et encore jusqu’à ce que vos oreilles saignent. Heureusement, la version Xbox prend en charge les bandes sonores personnalisées, donc la torture est une affaire de courte durée ». Chapman a conclu que le jeu « finit par être victime de sa propre médiocrité » . Nate Ahearn de TeamXbox a fait l’éloge du gameplay et de l’option de bandes sonores personnalisables, mais a critiqué les effets sonores. GameZone, examinant la version Xbox, a critiqué la bande-son mais a fait l’éloge du gameplay et des graphismes, et a conclu : « C’est une collection simple et glorifiant Ford de course. Cela pourrait être mieux à bien des égards. Il y a beaucoup de défauts à ce jeu, mais dans l’ensemble il est très jouable et procure un vrai plaisir ».
GameZone a écrit plus tard à propos de la version GBA : « Les pistes sont superbes, tant que vous ne bougez pas, ce qui en fait une course ennuyeuse ! Une fois que vous vous engagez dans la course elle-même, votre voiture est un gâchis pixelisé et le paysage va et vient au hasard. Un instant, vous vous dirigez vers une barricade, puis elle disparaît… Pour réapparaître juste à temps pour que vous le frappiez. Tout au long des parcours, les scènes changent, se métamorphosent et disparaissent, ce qui conduit à une expérience frustrante et déroutante. Bien que certaines voitures soient suffisamment détaillées pour indiquer de quel modèle il s’agit, la plupart d’entre elles sont des blocs génériques vagues avec des roues ».